# Dorna-Arini
Dorna-Arini es una comuna ubicada en el distrito de Suceava, Rumania.

## Superficie
Posee una superficie de 147,1 kilómetros cuadrados.

## Demografía
Hasta 2021 la población era de 2828 habitantes, con una densidad de población de 19,23 habitantes por kilómetro cuadrado.